# Río Chochope
Der Río Chochope ist der etwa 34 km lange linke Quellfluss  des Río Motupe in der Provinz Lambayeque im Nordwesten von Peru.

## Flusslauf
Der Río Chochope entspringt in der peruanischen Westkordillere an der kontinentalen Wasserscheide. Das Quellgebiet befindet sich im Norden des Distrikts Salas auf einer Höhe von etwa 3200 m. Der Río Chochope fließt in überwiegend westlicher Richtung durch das Bergland und durchquert dabei den Distrikt Chóchope. Er  erreicht bei Flusskilometer 8 die dem Gebirge vorgelagerte Küstenebene. Der Distrikt Motupe liegt nun am rechten Flussufer. Der Río Chochope trifft schließlich auf den weiter nördlich verlaufenden Río Chiniama und vereinigt sich etwa einen Kilometer nordöstlich der Stadt Motupe mit diesem zum Río Motupe.

## Einzugsgebiet
Das Einzugsgebiet des Río Chochope umfasst eine Fläche von etwa 249 km². Dieses liegt in den Distrikten Salas, Chóchope und Motupe im nördlichen Osten der Provinz Lambayeque. Das Einzugsgebiet grenzt im Norden an das des Río Chiniama, im Osten an das des Río Huancabamba, im Südosten an das des Río Moyán sowie im Süden an das des Río Salas und das des abstrom gelegenen Río Motupe.